# Лоусон, Невин
Невин Андре Лоусон (англ. Nevin Andre Lawson; 23 апреля 1991, Кингстон) — профессиональный американо-ямайский футболист, корнербек. Известен по выступлениям за клубы НФЛ «Детройт Лайонс», «Лас-Вегас Рэйдерс» и «Джэксонвилл Джагуарс». На студенческом уровне играл за команду университета штата Юта. На драфте НФЛ 2014 года был выбран в четвёртом раунде.

## Биография

### Любительская карьера
Невин Лоусон родился 23 апреля 1991 года на Ямайке. Второй из трёх сыновей в семье Клайва и Дженнифер Лоусонов. Когда ему было шесть лет, семья переехала во Флориду. В детстве он играл в соккер и крикет, футболом начал заниматься во время учёбы в старшей школе Пайпер. Играл на позициях корнербека и раннинбека.
В 2010 году Лоусон поступил в Университет штата Юта. В первый год обучения принял участие в девяти матчах футбольной команды, в двух выйдя в стартовом составе. В сезоне 2011 года Невин закрепился на позиции стартового корнербека и стал четвёртым игроком команды по числу сделанных захватов. В 2012 году он провёл тринадцать игр и вошёл во вторую символическую сборную конференции. В игре против «Сан-Хосе Стейт Спартанс» Лоусон сделал два из тринадцати сэков команды. В последний год выступлений за команду он принял участие в четырнадцати матчах, дважды признаваясь лучшим защитником недели. Невин стал третьим среди игроков конференции по среднему числу сбитых передач и восьмым по среднему числу перехватов.

#### Статистика выступлений в NCAA
| Сезон | Команда         | Игры | Захваты | Захваты | Захваты | Захваты | Захваты | Перехваты | Перехваты | Перехваты | Перехваты | Перехваты | Фамблы | Фамблы | Фамблы | Фамблы |
| Сезон | Команда         | Игры | Solo    | Ast     | Tot     | Loss    | Sk      | Int       | Yds       | Y/R       | TD        | PD        | FR     | Yds    | TD     | FF     |
| ----- | --------------- | ---- | ------- | ------- | ------- | ------- | ------- | --------- | --------- | --------- | --------- | --------- | ------ | ------ | ------ | ------ |
| 2010  | Юта Стейт Эггис | 9    | 7       | 5       | 12      | 0,5     | 0,0     | 1         | 0         | 0,0       | 0         | 1         | 0      | 0      | 0      | 0      |
| 2011  | Юта Стейт Эггис | 13   | 56      | 17      | 73      | 0,0     | 0,0     | 1         | 0         | 0,0       | 0         | 9         | 1      | 0      | 0      | 1      |
| 2012  | Юта Стейт Эггис | 13   | 47      | 16      | 63      | 4,0     | 2,0     | 0         | 0         | 0,0       | 0         | 10        | 0      | 0      | 0      | 0      |
| 2013  | Юта Стейт Эггис | 14   | 33      | 24      | 57      | 5,0     | 0,0     | 4         | 65        | 16,3      | 1         | 14        | 0      | 0      | 0      | 1      |
| Всего | Всего           | 49   | 143     | 62      | 205     | 9,5     | 2,0     | 6         | 65        | 10,8      | 1         | 34        | 1      | 0      | 0      | 2      |

### Профессиональная карьера
Перед драфтом НФЛ в 2014 году скауты отмечали хорошее телосложение и длину рук Лоусона, его навыки игры в персональном прикрытии и блицевых розыгрышах, видение поля и реакцию на изменение обстановки. Недостатками игрока называли недостаток давления на принимающих, что позволяет им принимать мяч, слабую игру против выноса и частые нарушения правил.
На драфте Лоусон был выбран клубом «Детройт Лайонс» в четвёртом раунде. В составе команды он провёл пять лет, сыграв в 63 матчах регулярного чемпионата НФЛ. С 2016 по 2018 год он был игроком стартового состава, заняв эту позицию после того, как завершил карьеру Рашин Мэтис. В этот период он был самым часто нарушавшим правила игроком команды, получив 24 флага за различные нарушения.
В марте 2019 года «Лайонс» отчислили его. Спустя десять дней Лоусон подписал однолетний контракт с клубом «Окленд Рэйдерс», сумма соглашения составила 3,05 млн долларов. В начале августа лига дисквалифицировала его на четыре игры за нарушение антидопинговых правил, в пробе были обнаружены следы остарина. После возвращения в состав Лоусон провёл за «Рэйдерс» одиннадцать игр, сделав 24 захвата и сбив пять передач. В январе 2020 года лига дисквалифицировала его ещё на одну игру за использование шлема в качестве оружия во время драки. Несмотря на это, клуб продлил контракт с ним ещё на один сезон. В сезоне 2020 года Лоусон сыграл за «Рэйдерс» в четырнадцати матчах, сделав 61 захват. В межсезонье клуб вновь продлил с ним контракт, а в апреле игрок получил двухматчевую дисквалификацию за нарушение антидопинговых правил НФЛ. В сентябре клуб отчислил его, чтобы освободить место в составе для замены травмированных игроков на других позициях.
Через несколько дней после ухода из «Рэйдерс» Лоусон подписал однолетний контракт с «Джэксонвиллом». В составе клуба он принял участие в двенадцати играх, оставаясь одним из запасных корнербеков. После окончания сезона он получил статус свободного агента.

#### Статистика выступлений в НФЛ

##### Регулярный чемпионат
| Сезон | Команда              | Игры | Захваты | Захваты | Захваты | Захваты | Захваты | Перехваты | Перехваты | Перехваты | Перехваты | Перехваты | Фамблы | Фамблы | Фамблы | Фамблы |
| Сезон | Команда              | Игры | Solo    | Ast     | Tot     | Loss    | Sk      | Int       | Yds       | Y/R       | TD        | PD        | FR     | Yds    | TD     | FF     |
| ----- | -------------------- | ---- | ------- | ------- | ------- | ------- | ------- | --------- | --------- | --------- | --------- | --------- | ------ | ------ | ------ | ------ |
| 2014  | Детройт Лайонс       | 2    | 1       | 0       | 1       | 0       | 0,0     | 0         | 0         | 0,0       | 0         | 0         | 0      | 0      | 0      | 0      |
| 2015  | Детройт Лайонс       | 14   | 37      | 4       | 41      | 0       | 0,0     | 0         | 0         | 0,0       | 0         | 7         | 0      | 0      | 0      | 0      |
| 2016  | Детройт Лайонс       | 16   | 45      | 11      | 56      | 0       | 0,0     | 0         | 0         | 0,0       | 0         | 9         | 0      | 0      | 0      | 0      |
| 2017  | Детройт Лайонс       | 15   | 37      | 6       | 43      | 0       | 0,0     | 0         | 0         | 0,0       | 0         | 4         | 1      | 44     | 1      | 1      |
| 2018  | Детройт Лайонс       | 15   | 43      | 10      | 53      | 3       | 1,0     | 0         | 0         | 0,0       | 0         | 5         | 0      | 0      | 0      | 0      |
| 2019  | Окленд Рэйдерс       | 11   | 20      | 4       | 24      | 2       | 0,0     | 0         | 0         | 0,0       | 0         | 5         | 0      | 0      | 0      | 0      |
| 2020  | Лас-Вегас Рэйдерс    | 14   | 47      | 14      | 61      | 1       | 1,0     | 0         | 0         | 0,0       | 0         | 4         | 1      | 0      | 0      | 2      |
| 2021  | Джэксонвилл Джагуарс | 12   | 21      | 8       | 29      | 0       | 0,0     | 1         | 11        | 11,0      | 0         | 5         | 0      | 0      | 0      | 0      |
| Всего | Всего                | 100  | 260     | 59      | 319     | 6       | 2,0     | 1         | 11        | 11,0      | 0         | 39        | 2      | 44     | 1      | 3      |

##### Плей-офф
| Сезон | Команда        | Игры | Захваты | Захваты | Захваты | Захваты | Захваты | Перехваты | Перехваты | Перехваты | Перехваты | Перехваты | Фамблы | Фамблы | Фамблы | Фамблы |
| Сезон | Команда        | Игры | Solo    | Ast     | Tot     | Loss    | Sk      | Int       | Yds       | Y/R       | TD        | PD        | FR     | Yds    | TD     | FF     |
| ----- | -------------- | ---- | ------- | ------- | ------- | ------- | ------- | --------- | --------- | --------- | --------- | --------- | ------ | ------ | ------ | ------ |
| 2016  | Детройт Лайонс | 1    | 5       | 2       | 7       | 0       | 0,0     | 0         | 0         | 0,0       | 0         | 0         | 0      | 0      | 0      | 0      |
| Всего | Всего          | 1    | 5       | 2       | 7       | 0       | 0,0     | 0         | 0         | 0,0       | 0         | 0         | 0      | 0      | 0      | 0      |